# NGC 5797
NGC 5797 (również PGC 53408 lub UGC 9619) – galaktyka spiralna (S0-a), znajdująca się w gwiazdozbiorze Wolarza. Odkrył ją William Herschel 15 maja 1787 roku.